# Antimo VII di Costantinopoli
Angelos Tsatsos, noto anche con lo pseudonimo di Antimo VII (in greco Άγγελος Τσάτσος, Άνθιμος Ζ΄; Epiro, tra il 1827 e il 1832 – Burgazada, 19 dicembre 1913), è stato un arcivescovo ortodosso greco con cittadinanza ottomana, che ha ricoperto la carica di Patriarca ecumenico di Costantinopoli tra il 1895 e il 1896.
Durante il suo mandato, criticò l'enciclica Praeclara gratulationis publicae di papa Leone XIII.

## Biografia
Angelos nacque tra il 1827 e il 1832 nel villaggio di Plesivitsa, nell'Epiro, e inizialmente lavorò come commerciante con suo padre. Dopo aver mostrato interesse per la vita ecclesiastica, fu ordinato diacono con il nome religioso di Antimo e completò i suoi studi alla scuola teologica di Halki, dove fu collega del futuro patriarca Gioacchino IV. Dopo essersi laureato con lode, Antimo andò a Giannina per insegnare alla Scuola Zosimaia (Ζωσιμαίας Σχολής).
Nel 1869, servì il metropolita di Paramythia e fu ordinato sacerdote e poi vescovo. Nel 1877 divenne il metropolita di Eno e, nel 1888, di Anchialo, un incarico da cui finì per dimettersi o rifiutare. Nel 1893 fu eletto metropolita di Coriza e, l'anno seguente, di Leros e Calímnos. Alla fine, il 20 gennaio 1895, fu eletto patriarca dopo le dimissioni del suo predecessore, Neofita VIII  La sua elezione, proprio come in passato, fu segnata dal conflitto tra le due fazioni dei "gioachiniti" e degli "anti-gioachiniti" per la conquista del trono patriarcale.
Durante il suo patriarcato, per la scuola teologica di Halki fu costruito un nuovo quartier generale, inaugurato il 6 ottobre 1896. Poco dopo, prima della guerra greco-turca del 1897, Antimo accettò la visita di un emissario della "Società Nazionale" (Ethniki Etaireia), una società segreta nazionalista e irredentista greca e difensore di Megáli Idea, la cui missione era di iniziarlo nell'associazione e informarlo dei suoi obiettivi e piani più estremi, come gli incendi dolosi a Istanbul. Minacciando di denunciare l'emissario alle autorità ottomane, Antimo chiese che l'ambasciata greca lo espellesse immediatamente, cosa che in effetti accadde.
Dopo che l'enciclica Praeclara gratulationis publicae di Papa Leone XIII fu promulgata il 20 giugno 1894, il Patriarca Antimo VII pubblicò una critica confutando i principi proposti per un incontro delle chiese ortodosse e romana. Sebbene citasse argomenti tradizionali ortodossi contro la corruzione occidentale della dottrina del primo cristianesimo, Antimo aggiunse nuove accuse basate su dottrine approvate dalla Chiesa romana durante il diciannovesimo secolo. Secondo lui, furono introdotti nuovi approcci alla fede cristiana, incluso l'annuncio da parte di Papa Pio IX nel 1854 del dogma dell'Immacolata Concezione di Maria, che certificava che era sempre stata libera dal peccato originale, e il decreto del Concilio Vaticano I (1869- 1870) sull'infallibilità papale.
Fu anche durante il suo patriarcato che una delegazione del Patriarcato fu inviata a Mosca per accompagnare l'incoronazione dello Zar Nicola II, un'azione celebrata sia dallo Zar che dal sultano ottomano. Tuttavia, Antimo fu infine costretto a dimettersi il 29 gennaio 1897 dopo solo due anni di patriarcato dopo aver perso la fiducia della maggioranza del Santo Sinodo. Si ritirò a Burgazada (isole Antigone), dove lavorò come scrittore, e poi a Şişli, dove morì il 5 dicembre 1913.